# Nobelova cena za fyziku
Nobelova cena za fyziku je jedna z Nobelových cen, je udělována za zásadní vědecký výzkum či vynález v oboru fyziky. Uděluje ji každoročně od roku 1901 Královská švédská akademie věd (výjimečně nebyla cena udělena v letech 1916, 1931, 1934, 1940, 1941 a 1942). Ocenění může v jednom roce získat několik lidí, nejvýše však tři.

## Držitelé Nobelovy ceny za fyziku
| Rok  | Jméno | Udělena |
| ---- | --- | --- |
| 1901 | Wilhelm Conrad Röntgen | za objev záření následně pojmenovaného jeho jménem |
| 1902 | Hendrik Antoon Lorentz a Pieter Zeeman | za výzkum vlivu magnetismu na záření |
| 1903 | Antoine Henri Becquerel | za objev spontánní radioaktivity |
| 1903 | Pierre a Marie Curie | za výzkum záření objeveného prof. Henri Becquerelem |
| 1904 | Lord Rayleigh (John William Strutt) | za výzkum hustot nejdůležitějších plynů a s tím související objev argonu |
| 1905 | Philipp Lenard | za výzkum katodových paprsků |
| 1906 | Joseph John Thomson | za výzkum vodivosti plynů |
| 1907 | Albert Abraham Michelson | za jeho přesné optické přístroje a výzkum prováděný pomocí nich |
| 1908 | Gabriel Lippmann | za metodu fotografické reprodukce barev pomocí interference |
| 1909 | Guglielmo Marconi a Karl Ferdinand Braun | za jejich příspěvky k rozvoji bezdrátové telegrafie |
| 1910 | Johannes Diderik van der Waals | za práci na stavové rovnici plynů a tekutin |
| 1911 | Wilhelm Wien | za objevy zákonů vyzařování tepla |
| 1912 | Nils Gustaf Dalén | za objev automatických regulátorů používaných v plynových akumulátorech pro osvětlení majáků a bójek                                                                                             |
| 1913 | Heike Kamerlingh Onnes | za výzkum vlastností hmoty za nízkých teplot, což vedlo, kromě jiného, k výrobě kapalného hélia                                                                                                  |
| 1914 | Max von Laue | za objev rozptylu rentgenových paprsků na krystalech |
| 1915 | William Henry Bragg a William Lawrence Bragg                                                                                                | za výzkum týkající se analýzy krystalových struktur pomocí rentgenových paprsků |
| 1916 | (Cena nebyla udělena, finanční část ceny vložena do speciálního fondu Nobelovy ceny za fyziku.)                                             | (Cena nebyla udělena, finanční část ceny vložena do speciálního fondu Nobelovy ceny za fyziku.)                                                                                                  |
| 1917 | Charles Glover Barkla | za objev charakteristického rentgenového záření prvků |
| 1918 | Max Planck | za objev energetických kvant |
| 1919 | Johannes Stark | za objev Dopplerova jevu u kanálových paprsků a štěpení spektrálních čar |
| 1920 | Charles Edouard Guillaume | za objev anomálií v niklové oceli, což přispělo k rozvoji přesných měření |
| 1921 | Albert Einstein | za příspěvky k teoretické fyzice, zejména za objev zákonitostí fotoelektrického jevu |
| 1922 | Niels Bohr | za výzkum struktury atomů a jimi vydávaného záření |
| 1923 | Robert Andrews Millikan | za výzkum elementárního elektrického náboje a fotoelektrického jevu |
| 1924 | Manne Siegbahn | za výzkum v oblasti rentgenové spektroskopie |
| 1925 | James Franck a Gustav Ludwig Hertz | za objev zákonů, kterými se řídí srážka elektronu s atomem |
| 1926 | Jean Baptiste Perrin | za výzkum nespojitých stavů hmoty, zejména za objev sedimentační rovnováhy |
| 1927 | Arthur Holly Compton | za objev po něm pojmenovaného jevu |
| 1927 | Charles Thomson Rees Wilson | za objev metody zobrazování trajektorií elektricky nabitých částic pomocí kondenzace vlhkosti |
| 1928 | Owen Willans Richardson | za výzkum tepelné emise, zejména za objev po něm pojmenovaného zákona |
| 1929 | Louis de Broglie | za objev vlnové povahy elektronů |
| 1930 | Chandrasekhara Venkata Raman | za výzkum světelného rozptylu a objev po něm pojmenovaného jevu |
| 1931 | (Cena nebyla udělena, finanční část ceny vložena do speciálního fondu Nobelovy ceny za fyziku.)                                             | (Cena nebyla udělena, finanční část ceny vložena do speciálního fondu Nobelovy ceny za fyziku.)                                                                                                  |
| 1932 | Werner Heisenberg | za vytvoření kvantové mechaniky, jejíž aplikace vedla kromě jiného k objevu alotropických forem vodíku                                                                                           |
| 1933 | Erwin Schrödinger a Paul Dirac | za objev nových forem atomové teorie |
| 1934 | (Cena nebyla udělena, finanční část ceny vložena 1/3 do společného fondu Nobelových cen, 2/3 do speciálního fondu Nobelovy ceny za fyziku.) | (Cena nebyla udělena, finanční část ceny vložena 1/3 do společného fondu Nobelových cen, 2/3 do speciálního fondu Nobelovy ceny za fyziku.)                                                      |
| 1935 | James Chadwick | za objev neutronu |
| 1936 | Victor Franz Hess | za objev kosmického záření |
| 1936 | Carl David Anderson | za objev pozitronu |
| 1937 | Clinton Joseph Davisson a George Paget Thomson                                                                                              | za experimentální objev rozptylu elektronů na krystalech |
| 1938 | Enrico Fermi | za potvrzení existence nových radioaktivních prvků vytvořených neutronovým ozařováním a s tím spojený objev jaderných reakcí způsobených pomalými neutrony                                       |
| 1939 | Ernest Orlando Lawrence | za vynález cyklotronu a jím získané výsledky, zejména týkající se umělých radioaktivních prvků                                                                                                   |
| 1940 | (Cena nebyla udělena, finanční část ceny vložena 1/3 do společného fondu Nobelových cen, 2/3 do speciálního fondu Nobelovy ceny za fyziku.) | (Cena nebyla udělena, finanční část ceny vložena 1/3 do společného fondu Nobelových cen, 2/3 do speciálního fondu Nobelovy ceny za fyziku.)                                                      |
| 1941 | (Cena nebyla udělena, finanční část ceny vložena 1/3 do společného fondu Nobelových cen, 2/3 do speciálního fondu Nobelovy ceny za fyziku.) | (Cena nebyla udělena, finanční část ceny vložena 1/3 do společného fondu Nobelových cen, 2/3 do speciálního fondu Nobelovy ceny za fyziku.)                                                      |
| 1942 | (Cena nebyla udělena, finanční část ceny vložena 1/3 do společného fondu Nobelových cen, 2/3 do speciálního fondu Nobelovy ceny za fyziku.) | (Cena nebyla udělena, finanční část ceny vložena 1/3 do společného fondu Nobelových cen, 2/3 do speciálního fondu Nobelovy ceny za fyziku.)                                                      |
| 1943 | Otto Stern | za příspěvek k vývoji metody molekulárních paprsků a objev magnetického momentu protonu |
| 1944 | Isidor Isaac Rabi | za jeho rezonanční metodu pro zjišťování magnetických vlastností atomových jader |
| 1945 | Wolfgang Pauli | za objev Pauliho vylučovacího principu |
| 1946 | Percy Williams Bridgman | za vynález přístroje pro vytvoření extrémně vysokého tlaku a s ním učiněné objevy v oboru vysokotlaké fyziky                                                                                     |
| 1947 | Edward Victor Appleton | za výzkum fyziky vyšších vrstev atmosféry, zejména za objev tzv. Appletonovy vrstvy |
| 1948 | Patrick Maynard Stuart Blackett | za rozvoj Wilsonovy metody mlžné komory a s tím spojené objevy v oblasti jaderné fyziky a kosmického záření                                                                                      |
| 1949 | Hideki Jukawa | za předpověď existence mezonů na základě teoretického výzkumu jaderných sil |
| 1950 | Cecil Frank Powell | za vývoj fotografické metody výzkumu jaderných procesů a pomocí ní učiněné objevy týkající se mezonů                                                                                             |
| 1951 | John Douglas Cockcroft a Ernest Thomas Sinton Walton                                                                                        | za průkopnický výzkum transmutace atomových jader pomocí uměle urychlených atomových částic |
| 1952 | Felix Bloch a Edward Mills Purcell | za rozvoj nových metod pro přesná měření jaderného magnetismu a s tím spojené objevy |
| 1953 | Frits Zernike | za objev fázově kontrastní metody, zejména za vynález fázově kontrastního mikroskopu |
| 1954 | Max Born | za zásadní výzkum v kvantové mechanice, zejména za statistickou interpretaci vlnové funkce |
| 1954 | Walther Bothe | za vynález koincidenční metody a s ní učiněné objevy |
| 1955 | Willis Eugene Lamb | za objevy týkající se jemné struktury vodíkového spektra |
| 1955 | Polykarp Kusch | za přesné určení magnetického momentu elektronu |
| 1956 | William Bradford Shockley, John Bardeen a Walter Houser Brattain                                                                            | za výzkum polovodičů a objev tranzistorového jevu |
| 1957 | Jang Čen-ning a Li Čeng-tao | za průlomový výzkum zákonů parity, který vedl k důležitým objevům týkajícím se elementárních částic                                                                                              |
| 1958 | Pavel Alexejevič Čerenkov, Ilja Frank a Igor Jevgeněvič Tamm                                                                                | za objev a interpretaci Čerenkovova jevu |
| 1959 | Emilio Gino Segrè a Owen Chamberlain | za jejich objev antiprotonu |
| 1960 | Donald Arthur Glaser | za vynález bublinkové komory |
| 1961 | Robert Hofstadter | za průkopnický výzkum rozptylu elektronů na atomových jádrech a tím dosažené objevy týkající se struktury nukleonů                                                                               |
| 1961 | Rudolf Ludwig Mössbauer | za výzkum rezonanční absorpce gama záření a s tím spojený objev po něm pojmenovaného jevu |
| 1962 | Lev Davidovič Landau | za průkopnický výzkum kondenzovaných stavů hmoty, zejména tekutého hélia |
| 1963 | Eugene Paul Wigner | za příspěvky k teorii atomového jádra a elementárních částic, zejména objev a aplikaci fundamentálních principů symetrie                                                                         |
| 1963 | Maria Göppert-Mayer a J. Hans D. Jensen | za jejich objevy týkající se orbitalů v atomových jádrech |
| 1964 | Charles Hard Townes, Nikolaj Gennadijevič Basov a Alexandr Michajlovič Prochorov                                                            | za zásadní výzkum v oboru kvantové elektroniky, který vedl ke konstrukci oscilátorů a zesilovačů založených na principu maserů a laserů                                                          |
| 1965 | Šin’ičiró Tomonaga, Julian Schwinger a Richard P. Feynman                                                                                   | za zásadní práci na kvantové elektrodynamice s hlubokými důsledky pro fyziku elementárních částic                                                                                                |
| 1966 | Alfred Kastler | za objev a rozvoj optických metod pro studium hertzovských rezonancí v atomech |
| 1967 | Hans Albrecht Bethe | za příspěvky k teorii jaderných reakcí, zejména objevy týkající se získávání energie ve hvězdách                                                                                                 |
| 1968 | Luis Walter Alvarez | za rozhodující příspěvky k fyzice elementárních částic, zejména objev velkého množství rezonančních stavů, umožněné jeho předchozím rozvojem technik vodíkové bublinkové komory a datové analýzy |
| 1969 | Murray Gell-Mann | za příspěvky a objevy ohledně klasifikace elementárních částic a jejich interakcí |
| 1970 | Hannes Olof Gösta Alfvén | za zásadní práci a objevy v oboru magnetohydrodynamiky, s plodným uplatněním v různých částech plazmové fyziky                                                                                   |
| 1970 | Louis Eugène Félix Néel | za zásadní práci a objevy týkající se antiferromagnetismu a ferrimagnetismu, které vedly k důležitým aplikacím ve fyzice pevné fáze                                                              |
| 1971 | Dénes Gábor | za objev a rozvoj holografie |
| 1972 | John Bardeen, Leon Cooper a John Robert Schrieffer                                                                                          | za jejich společnou teorii supravodivosti, obvykle nazývanou „BCS teorie“ |
| 1973 | Leo Esaki a Ivar Giaever | za experimentální objevy týkající se tunelování v polovodičích a supravodičích |
| 1973 | Brian David Josephson | za teoretické předpovědi vlastností proudu vedeného skrz tunelovanou bariéru, zejména jevu známého jako Josephsonův jev                                                                          |
| 1974 | Martin Ryle a Antony Hewish | za průkopnický výzkum v oblasti rádiové astrofyziky: Ryle za pozorování a vynálezy, zejména techniku aperturové syntézy, Hewish za rozhodující úlohu při objevu pulsarů                          |
| 1975 | Aage Niels Bohr, Ben Roy Mottelson a James Rainwater                                                                                        | za objev vztahů mezi pohybem jádra a pohybem částic uvnitř jádra a rozvoj teorie struktury atomových jader na základě těchto vztahů                                                              |
| 1976 | Burton Richter a Samuel Ting | za průkopnickou práci při objevu nového druhu těžké elementární částice |
| 1977 | Philip Warren Anderson, Nevill Mott a John Hasbrouck van Vleck                                                                              | za zásadní teoretické výzkumy elektronové struktury magnetických a neuspořádaných systémů |
| 1978 | Pjotr Leonidovič Kapica | za zásadní vynálezy a objevy v oblasti fyziky nízkých teplot |
| 1978 | Arno Allan Penzias a Robert Woodrow Wilson                                                                                                  | za objev reliktního mikrovlnného záření |
| 1979 | Sheldon Lee Glashow, Abdus Salam a Steven Weinberg                                                                                          | za příspěvky k teorii sjednocené elektroslabé interakce mezi elementárními částicemi, včetně předpovědi neutrálních proudů                                                                       |
| 1980 | James Watson Cronin a Val Logsdon Fitch | za objev narušení fundamentálních principů symetrie při rozpadu neutrálních K-mezonů |
| 1981 | Nicolaas Bloembergen a Arthur Leonard Schawlow                                                                                              | za příspěvky k rozvoji laserové spektroskopie |
| 1981 | Kai Manne Boerje Siegbahn | za příspěvek k rozvoji elektronové spektroskopie s vysokým rozlišením |
| 1982 | Kenneth G. Wilson | za teorii kritických jevů v souvislosti s fázovými přechody |
| 1983 | Subrahmanyan Chandrasekhar | za teoretický výzkum fyzikálních procesů důležitých pro strukturu a vývoj hvězd |
| 1983 | William Alfred Fowler | za teoretický a experimentální výzkum jaderných reakcí důležitých pro vývoj chemických prvků ve vesmíru                                                                                          |
| 1984 | Carlo Rubbia a Simon van der Meer | za rozhodující příspěvky k rozsáhlému projektu vedoucímu k objevu intermediálních částic W a Z, zprostředkovatelů slabé interakce                                                                |
| 1985 | Klaus von Klitzing | za objev kvantového Hallova jevu |
| 1986 | Ernst Ruska | za zásadní práci v elektronové optice a za návrh prvního elektronového mikroskopu |
| 1986 | Gerd Binnig a Heinrich Rohrer | za návrh řádkovacího tunelového mikroskopu |
| 1987 | Johannes Georg Bednorz a Karl Alexander Müller                                                                                              | za průlomový objev supravodivosti v keramických materiálech |
| 1988 | Leon Max Lederman, Melvin Schwartz a Jack Steinberger                                                                                       | za metodu neutrinového svazku a demonstraci existence leptonových dubletů objevem mionového neutrina                                                                                             |
| 1989 | Norman Foster Ramsey | za vynález metody separovaných oscilujících polí a její použití ve vodíkových maserech a jiných atomových hodinách                                                                               |
| 1989 | Hans Georg Dehmelt a Wolfgang Paul | za vývoj metody iontové pasti |
| 1990 | Jerome Isaac Friedman, Henry Way Kendall a Richard Edward Taylor                                                                            | za průkopnický výzkum týkající se hlubokých nepružných rozptylů elektronů na protonech a vázaných neutronech, který měl zásadní význam pro vývoj kvarkového modelu částicové fyziky              |
| 1991 | Pierre-Gilles de Gennes | za objev, že metody vyvinuté pro studium jevů v jednoduchých uspořádaných systémech lze zobecnit na složitější formy hmoty, zejména tekuté krystaly a polymery                                   |
| 1992 | Georges Charpak | za vynález a vývoj částicových detektorů, zejména drátěné komory |
| 1993 | Russell Alan Hulse a Joseph Hooton Taylor Jr.                                                                                               | za objev nového typu pulsaru, který otevřel nové možnosti pro studium gravitace |
| 1994 | Bertram Neville Brockhouse a Clifford Glenwood Shull                                                                                        | za příspěvky k rozvoji studia kondenzovaných stavů hmoty pomocí spektroskopie neutronů: Brockhouse za rozvoj neutronové spektroskopie, Shull za rozvoj techniky difrakce neutronů                |
| 1995 | Martin Lewis Perl a Frederick Reines | za průkopnické experimentální příspěvky k leptonové fyzice: Perl za objev leptonu tau, Reines za detekci neutrina                                                                                |
| 1996 | David Morris Lee, Douglas Dean Osheroff a Robert Coleman Richardson                                                                         | za objev supratekutosti v héliu-3 |
| 1997 | Steven Chu, Claude Cohen-Tannoudji a William Daniel Phillips                                                                                | za rozvoj metod ochlazování a záchytu atomů pomocí laserového světla |
| 1998 | Robert B. Laughlin, Horst Ludwig Störmer a Cchuej Čchi                                                                                      | za objev nového druhu kvantové kapaliny s neceločíselnými excitacemi (viz Kvantový Hallův jev)                                                                                                   |
| 1999 | Gerardus 't Hooft a Martinus J. G. Veltman                                                                                                  | za objasnění kvantové struktury elektroslabých interakcí |
| 2000 | Žores Ivanovič Alfjorov | za zásadní práci v oboru informační a telekomunikační technologie |
| 2000 | Herbert Kroemer | za vývoj heterogenních polovodičových struktur používaných ve vysokorychlostní elektronice a optoelektronice                                                                                     |
| 2000 | Jack St. Clair Kilby | za jeho podíl na vynálezu integrovaného obvodu |
| 2001 | Eric Allin Cornell, Wolfgang Ketterle a Carl Wieman                                                                                         | za dosažení Bose-Einsteinova kondenzátu na zředěných parách alkalických atomů a principiální výzkum vlastností tohoto kondenzátu                                                                 |
| 2002 | Raymond Davis a Masatoši Košiba | za průkopnické příspěvky k astrofyzice, zejména detekci kosmických neutrin |
| 2002 | Riccardo Giacconi | za průkopnické příspěvky k astrofyzice, které vedly k objevu kosmických zdrojů rentgenového záření                                                                                               |
| 2003 | Alexej Alexejevič Abrikosov, Vitalij Lazarevič Ginzburg a Anthony James Leggett                                                             | za průkopnické příspěvky k teorii supravodičů a supratekutin |
| 2004 | David Jonathan Gross, H. David Politzer a Frank Wilczek                                                                                     | za objev asymptotické volnosti v teorii silné interakce |
| 2005 | Roy Glauber, John Hall a Theodor Hänsch | za různé objevy v oblasti optiky (za příspěvek k rozvoji laserové spektroskopie–Hall, Hänsch resp. kvantové teorie optické koherence – Glauber)                                                  |
| 2006 | John C. Mather a George F. Smoot | za objev toho, že reliktní záření pocházející z vesmíru má podobu záření absolutně černého tělesa, a zjištění anizotropie v tomto záření (viz též COBE)                                          |
| 2007 | Albert Fert a Peter Grünberg | za objev obří magnetorezistence (GMR) |
| 2008 | Jóičiró Nambu | za objev mechanismu spontánního narušení symetrie v subatomové fyzice |
| 2008 | Makoto Kobajaši a Tošihide Masukawa | za objev původu narušené symetrie a předpověď existence nejméně tří rodin kvarků |
| 2009 | Charles Kuen Kao | za průlom v oblasti přenosu světla v optických vláknech |
| 2009 | Willard Sterling Boyle a George Elwood Smith                                                                                                | za vynález CCD |
| 2010 | Andre Geim a Konstantin Novoselov | za objev grafenu |
| 2011 | Saul Perlmutter, Brian Schmidt a Adam Riess                                                                                                 | za objev zrychlujícího se rozpínání vesmíru pozorováním vzdálených supernov |
| 2012 | Serge Haroche a David J. Wineland | za průlomové experimentální metody umožňující měření jednotlivých kvantových systémů a manipulaci s nimi                                                                                         |
| 2013 | Peter Higgs a François Englert | za předpověď existence tzv. Higgsova bosonu |
| 2014 | Isamu Akasaki, Hiroši Amano a Shuji Nakamura                                                                                                | za vývoj modrých světelných diod umožňujících vytvoření nového, ekologického světelného zdroje.                                                                                                  |
| 2015 | Takaaki Kadžita a Arthur B. McDonald | za objev oscilace neutrin, který dokazuje, že neutrina mají hmotnost |
| 2016 | David J. Thouless, Duncan Haldane a Michael Kosterlitz                                                                                      | za teoretické objevy topologických fází hmoty a topologických fázových přechodů |
| 2017 | Rainer Weiss, Barry Barish a Kip Thorne | za rozhodující příspěvek k detektoru LIGO a pozorování gravitačních vln |
| 2018 | Arthur Ashkin, Gérard Mourou a Donna Stricklandová                                                                                          | za převratné objevy v oboru laserové fyziky |
| 2019 | James Peebles | za teoretické objevy ve fyzikální kosmologii |
| 2019 | Michel Mayor a Didier Queloz | za objev exoplanety obíhající hvězdu slunečního typu |
| 2020 | Roger Penrose | za objev, že vznik černých děr je robustní předpovědí obecné teorie relativity |
| 2020 | Reinhard Genzel a Andrea Ghezová | za objev supermasivního objektu v jádře naší galaxie |
| 2021 | Syukuro Manabe a Klaus Hasselmann | za fyzikální modely zemského klimatu vyčíslující variabilitu a spolehlivost predikcí globálního oteplování                                                                                       |
| 2021 | Giorgio Parisi | za objev vzájemného působení chaosu a fluktuací ve fyzikálních systémech od atomárního po planetární měřítko                                                                                     |
| 2022 | Alain Aspect, John F. Clauser a Anton Zeilinger                                                                                             | za experimenty s kvantově provázanými fotony, potvrzení porušení Bellových nerovností a průkopnictví kvantově-informační vědy                                                                    |
| 2023 | Pierre Agostini, Ferenc Krausz a Anne L'Huillierová                                                                                         | za experimentální metody generující attosekundové pulzy pro studium elektronové dynamiky hmoty                                                                                                   |
| 2024 | John Hopfield, Geoffrey Hinton | za zásadní objevy a vynálezy, které umožňují strojové učení s umělými neuronovými sítěmi |

## Neudělení
Například Lise Meitnerová pro svůj židovský původ nebyla uváděna na publikacích, a tak výbor udělil cenu pouze Ottu Hahnovi.

### Spor o Nobelovu cenu za rok 2008
Proti udělení Nobelovy ceny protestují někteří italští vědci, podle kterých měl cenu dostat italský fyzik Nicola Cabibbo. Sergio Bertolucci, ředitel výzkumu Evropská organizace pro jaderný výzkum (CERN), uvádí, že Cabibbo už v roce 1963 formuloval myšlenky, za které byla udělena Nobelova cena za rok 2008. Prezident Italského ústavu jaderné fyziky Roberto Petronzio tvrdí, že „zásluhou Kobajašiho a Masukawy je to, že zevšeobecnili ústřední myšlenku, jejímž otcem je Cabibbo“. Cabibbovi zásluhy přiznal i časopis New Scientist, podle kterého práce italského fyzika umožnila objev obou Japonců.

## Zajímavosti
- Celkem bylo v letech 1901–2023 uděleno 117 Nobelových cen za fyziku 225 laureátům;[12] v 6 letech nebyla cena udělena.[13]
- 47 fyzikálních cen bylo uděleno jediné osobě, 32 bylo rozděleno mezi dvě osoby, 38 pak mezi tři osoby.[13]
- Nobelovu cenu za fyziku získalo 5 žen.[13]
- 1 osobě, Johnu Bardeenovi, byla cena za fyziku udělena dvakrát, v letech 1956 a 1972, oceněný počet osob je tedy 224;[13] Marie Curie-Skłodowská pak vedle Nobelovy ceny za fyziku za rok 1903 získala v roce 1911 i Nobelovu cenu za chemii.
- Průměrný věk laureáta v době ocenění je 55 let.[zdroj⁠?!]
- Nejmladšímu laureátovi bylo 25 let; byli jím William Lawrence Bragg, který byl spolu se svým otcem oceněn v roce 1915.[13]
- Nejstaršímu laureátovi bylo 96 let; byl jím Arthur Ashkin, oceněný v roce 2018.[13]